# Pipa Pórtico
A Pipa Pórtico é um pórtico localizado na entrada principal da cidade de Bento Gonçalves, Rio Grande do Sul. Foi construído em 1985 para servir de acesso principal da cidade e simboliza, principalmente, as pipas de madeira amplamente utilizadas na fabricação e armazenamento do vinho produzido na região. Atualmente é um dos cartões postais da cidade.